# 二茂铁甲醛
二茂铁甲醛是一种化合物，化学式为C11H10FeO。

## 制备
二茂铁甲醛可由二茂铁和N-甲基甲酰苯胺在三氯氧磷中反应，用碳酸氢钠处理得到。用N,N-二甲基甲酰胺参与反应，经过类似步骤也能得到产物。

## 用途
二茂铁甲醛可以用于合成各类二茂铁衍生物，如二茂铁Schiff碱等。